# Francesco Pacelli
Francesco Pacelli (1 de febrer de 1872 - 22 d'abril de 1935) fou un advocat italià i germà gran d'Eugenio Pacelli, que després es convertiria en el papa Pius XII. Va actuar com a assessor legal del papa Pius XI; en aquest sentit, va assistir el cardenal secretari d'Estat Pietro Gasparri en la negociació del Tractat del Laterà, que establia la independència de la Ciutat del Vaticà.

## Rerefons
Francesco Pacelli va néixer a Roma en una família que durant la major part del segle xix va estar al servei de la Santa Seu. La família Pacelli tenia una llarga tradició de formació jurídica. El seu avi, Marcantonio Pacelli, havia estat ministre d'hisenda del papa Gregori XVI i ministre d'interior sota el papa Pius IX del 1851 al 1870. Va fundar L'Osservatore Romano el 20 de juliol de 1860. El seu pare Filippo Pacelli, era un advocat a la Congregació de la Sagrada Rota.
El seu germà, Eugenio Pacelli, va ser ordenat sacerdot el 2 d'abril de 1899, diumenge de Pasqua pel bisbe Francesco di Paola Cassetta - el vice-regent de Roma i un amic de la família. Després d'entrar al servei del Vaticà, va ser escollit pel papa Lleó XIII per lliurar el condol en nom del Vaticà a Eduard VII del Regne Unit després de la mort de la reina Victòria. El 1908, va exercir com a representant del Vaticà al Congrés Eucarístic Internacional a Londres, on va conèixer a Winston Churchill. En 1911, va representar a la Santa Seu a la coronació del rei Jordi V. El papa Benet XV va designar Pacelli com a nunci papal a Baviera el 23 d'abril de 1917, consagrant-lo com a arquebisbe titular de Sardis a la capella Sixtina el 13 de maig de 1917, dia en què es creu que va aparèixer per primera vegada la Mare de Déu de Fàtima. a tres nens pastors a Fàtima. Diversos anys després de ser nomenat nunci a Alemanya, i després de finalitzar un concordat amb Baviera, la nunciatura es va traslladar a Berlín

## El Tractat del Laterà
Francesco Pacelli era el degà dels advocats de la Rota and i assessor legal del papa Pius XI. En aquest paper, va ser fonamental per negociar el Tractat de Laterà el 1929, que va refermar la independència del Papat amb la formació de la Ciutat del Vaticà com a entitat sobirana. Francesco Pacelli va descriure al seu Diario della Conciliazione detalls i dificultats d'aquestes negociacions des d'una perspectiva vaticana. El papa Pius XI i Pietro Gasparri li havien confiat les negociacions diàries per al tractat de Laterà. Pacelli va tenir més de dos-cents audiències públiques prolongades amb Pius XI amb vint versions diferents d'esborranys del tractat final.
Després de llargues negociacions constava de tres parts, que foren ratificades el 7 de juny de 1929, posant fi a la "Qüestió romana". Constaven de tres documents: 
- Un tractat polític que reconeixia la plena sobirania de la Santa Seu a l'Estat de la Ciutat del Vaticà, que fou establert;
- Un concordat que regula la posició de l'Església catòlica i la religió catòlica en l'estat italià
- Una convenció financera acordada com a resolució definitiva de les reclamacions de la Santa Seu arran de les pèrdues dels seus territoris i béns.

Pius XI va declarar que amb els tractats negociats per Pacelli, «Déu havia estat retornat a Itàlia i Itàlia a Déu». En agraïment pels seus esforços, el papa va concedir a Francesco Pacelli el títol hereditari de marquès. El rei d'Itàlia li va donar pòstumament el títol de príncep.

## Eugenio i Francesco Pacelli

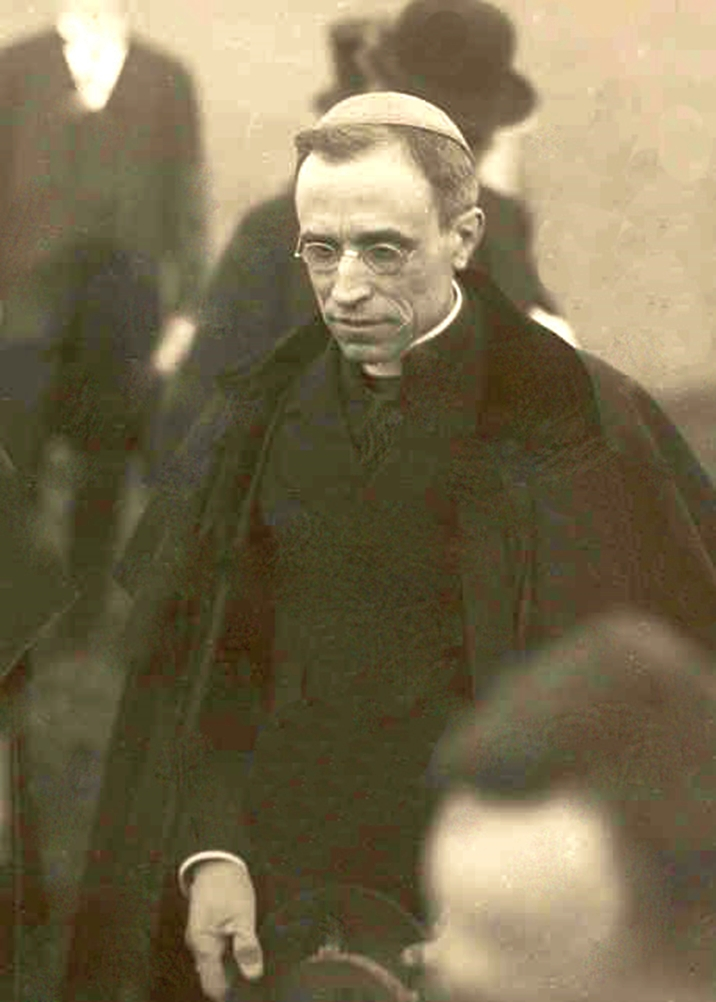
Eugenio Pacelli, el germà petit de Francesco

Després que el germà Francesco hagués conclòs amb èxit l'històric tractat Laterà, Eugenio Pacelli va ser cridat a Roma pel papa Pius XI i el 7 de febrer de 1930 va ser nomenat cardenal secretari d'estat per succeir el seu mentor i amic Pietro Gasparri. Francesco Pacelli va abandonar el servei immediat del Vaticà en gran manera a causa de les seves preocupacions pels seus problemes de salut. En traslladar-se a Roma, Eugenio Pacelli va romandre diverses setmanes a la casa del seu germà Francesco a prop del Vaticà, perquè les estances del Vaticà van requerir reformes. Sor Pascalina va descriure l'ambient a la casa Pacelli com a senzill, però elegant. Francesco era l'ànima de la casa, ja que la seva dona havia mort anys abans. Comparant els dos germans, el més gran Francesco Pacelli va aparèixer a sor Pascalina per ser lleugerament més sever que el jove Eugenio Pacelli.
Els dos germans Pacelli hi viure junts amb els fills de Francesco, Carlo, Giuseppe, un jesuïta que va morir poc després, Marcantonio i Giulio Pacelli. La llar estava en mans de la dona de Carlo Pacelli. Eugenio Pacelli vivia en un petit apartament de la casa, que Francesco li havia reservat durant els seus anys a Alemanya i que havia utilitzat en anys anteriors durant les seves visites a Roma. Constava de dues sales petites i una capella, on Francesco Pacelli i la família es reunien cada matí per a la santa missa i les nits per passar el rosari.

## Malaltia i mort
L'estrès de les negociacions diàries durant la dècada de la Qüestió romana amb el dictador italià Benito Mussolini en nom de la Santa Seu va tenir efectes en la salut de Francesco Pacelli. Va desenvolupar una malaltia cardíaca progressiva que en els darrers anys el va obligar a reduir gradualment la seva càrrega de treball, coneixent plenament les implicacions de la seva desacceleració. «He intentat servir Déu, la seva Santa Església i la meva família, va remarcar poc abans de morir. Confio, que els protegirà i espero trobar un jutge compassiu.» [13] Francesco Pacelli va morir a Roma el 22 d'abril de 1935, amb seixanta-tres anys.